# Дихлорид-оксид протактиния
Дихлорид-оксид протактиния — неорганическое соединение
протактиния, кислорода и хлора
с формулой PaOCl2,
жёлто-зелёные или тёмно-зелёные кристаллы.

## Получение
- Реакция хлорид протактиния(IV) и оксида сурьмы в вакууме [1][2]:

{\displaystyle {\mathsf {3PaCl_{4}+Sb_{2}O_{3}\ {\xrightarrow {150-200^{o}C}}\ 3PaOCl_{2}+2SbCl_{3}}}}

## Физические свойства
Дихлорид-оксид протактиния образует жёлто-зелёные или тёмно-зелёные кристаллы
ромбической сингонии,
пространственная группа P bam,
параметры ячейки a = 1,5332 нм, b = 1,7903 нм, c = 0,4012 нм, Z = 16,
структура типа дихлорид-оксида урана UOCl2
.

## Химические свойства
- Разлагается при нагревании в вакууме [1]:

{\displaystyle {\mathsf {2PaOCl_{2}\ {\xrightarrow {575^{o}C}}\ PaO_{2}+PaCl_{4}}}}